# Інститут східнохристиянських наук імені митрополита Андрея Шептицького
43°39′58″ пн. ш. 79°23′22″ зх. д. / 43.666° пн. ш. 79.389555555556° зх. д.
Інститут східнохристиянських наук імені митрополита Андрея Шептицького (Metropolitan Andrey Sheptytsky Institute of Eastern Christian Studies, MASI) є автономним підрозділом факультету теології Університетського коледжу Святого Михайла при Університеті Торонто, Канада. Він спеціалізується на східнохристиянських дослідженнях у всій їх широті. Особливий наголос робиться на традиції Київської Церкви, хоча курси, семінари та конференції також стосуються аспектів богослов’я, духовності, історії та церковної політики всіх східнохристиянських церков — Східної Православної, Східної Нехалкідонської., Ассирійської та Східних Католицьких Церков.
Через теологічний факультет Інститут Шептицького пропонує сім магістерських програм (англійською мовою):
- Спільний сертифікат з теологічних нук (Conjoint Certificate in Theological Studies)
- Магістр теологічних наук (Master of Theological Studies, MTS)
- Магістр боголов'я (Master of Divinity, M.Div.)
- Магістр мистецтв у теологінчих науках (Master of Arts in Theological Studies, MA)
- Маігстр теології (Master of Theology, Th.M.)
- Доктор філософії з теологічних наук (Doctor of Philosophy in Theological Studies, Ph.D.)
- Доктор богослужебності (Doctor of Ministry, D.Min.)[2]

Поточні пропозиції курсу включають:
- Східнохристиянська зустріч з ісламом (Eastern Christian Encounters with Islam)
- Загальний вступ до Східного Християнства (General Introduction to the Eastern Churches)
- Таїнства Візантійського християнства (Byzantine Christian Sacraments)
- Основи східнохристиянської теології (Foundations of Eastern Christian Theology)
- Триєдиний Бог. Східнохристиянське бачення (the Three-Personed God: Eastern Christian Perspectives)
- Східнохристиянське богослов'я віри ХХ ст. (Twentieth-Century Eastern Christian Sacramental Theology)
- Канонічна традиція християнського сходу (The Canonical Tradition of the Christian East)[3]

У 2017 році кардинал Томас Коллінз, Архиєпископ Торонто, назвав Інститут Шептицького «великим духовним та інтелектуальним скарбом» Української католицької Церкви та «славетним збагаченням Колегії Святого Михаїла».

## Історія
Інститут Шептицького, названий на честь Митрополита Галицького та Архиєпископа Галицького Андрея Шептицького, ЧСВВ, був заснований у 1986 році о. Андрієм Чировським у Католицькій богословській спілці в Чикаго. У вересні 1990 року Інститут Шептицького переїхав до Оттави, а в травні 1992 року став академічною одиницею Теологічного факультету Університету Святого Павла.

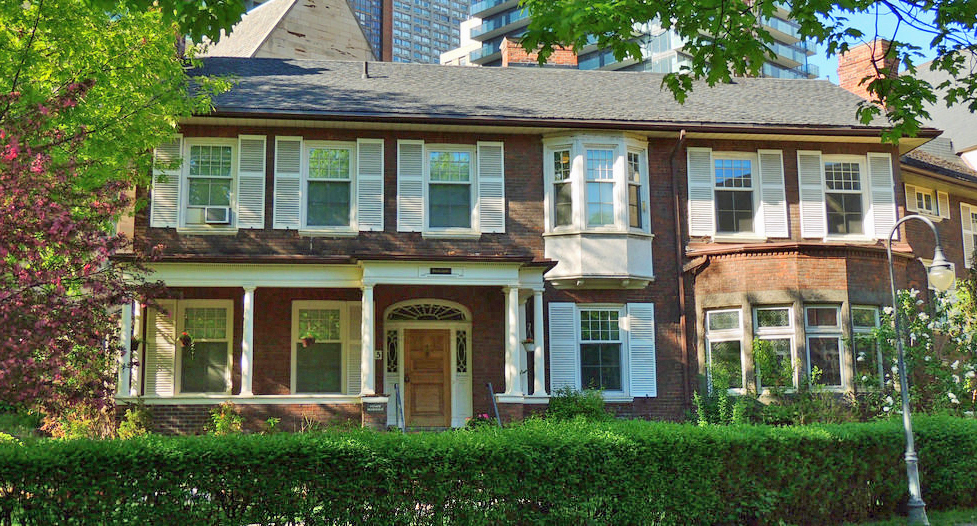
Інститут розташований в історичному будинку Віндл-Гауз в коледжі Святого Михайла

1 липня 2017 року Інститут Шептицького переїхав з Університету святого Павла до свого нового будинку в Універсиеттському коледжі святого Михайла в Торонто.
На даний час, викладачами стаціонарного і сезонного факультетів є всечесніші. д-р Андрій Чировський, прот. д-р Петро Ґаладза, іподиякон д-р Браян Батчер, д-р Данило Ґаладза та преп. д-р Олександр Лащук.
Працю Інституту фінансує Фундація Інституту Митрополита Андрея Шептицького, що діє під патронатом Українських Католицьких Єпископів Канади.

## Наукова діяльність
На додаток до своїх університетських програм зі східнохристиянських студій, з 1987 року Інститут Шептицького пропонує місячні літні інтенсивні програми. Минулі курси проводились у таких місцях:

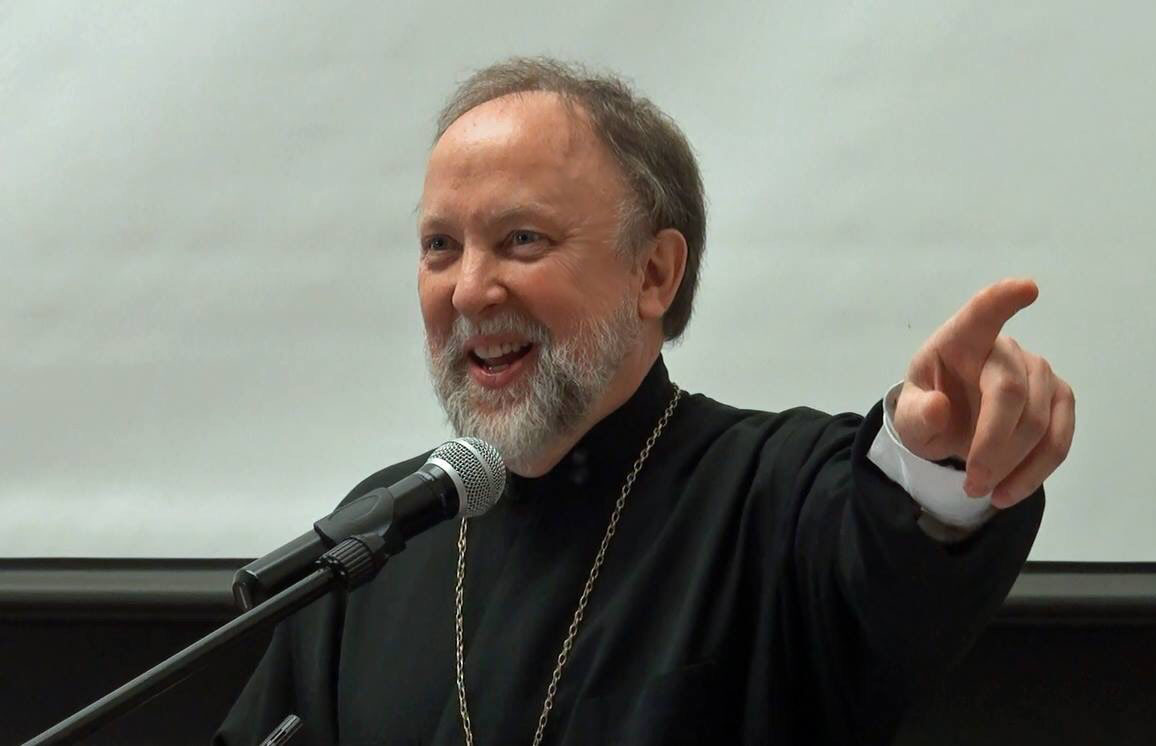
Всечесніший д-р Петро Ґаладза, директор Інституту Митрополита Андрея Шептицького

- Всечесніший д-р Петро Ґаладза, директор Інституту Митрополита Андрея Шептицького Свято-Преображенський (гора Фавор) монастир у Редвуд Веллі, Каліфорнія
- Монастир Богородиці в Оранджвіллі, Онтаріо
- Семінарія Святого Духа в Оттаві

У 1996 році Інститут разом з Українським католицьким університетом виступив співзасновником літньої програми в Унівській Лаврі поблизу Львова, Україна. У 2008 році Інститут Шептицького створив перші «Study Days» в Оттаві, згодом поширившись на Едмонтон. Серед запрошених доповідачів були Томас Гопко, Фредеріка Метьюз-Ґрін, Роберт Ф. Тафт, Тімоті Келлегер,  Васса Ларін ст., Мирослав Татарин, Сюзетт Філліпс, Марта Шеферд і Джон Бер.
Інститутська каплиця візантійського обряду Святої Софії та її дочок Віри, Надії та Любові проводить відправи англійською, французькою, українською та іншими мовами, такими як грецька та церковнослов’янська.
У вересні 2017 року Інститут започаткував серію презентацій «Четверги у Шептицького», а в січні 2018 року розширив її до «Вівторки та четверги у Шептицького». Семінари та автори книг, які були презентовані, включають:
- Маршалл Маклюен Логана - для богословів і літургістів, доктор Роберт Логан
- Презентація книги Візантинізація в Єрусалимі, Данило Ґалада[10]
- Рим і християни Персії: конкуренція та співпраця, Майкл Боннер[11]
- О. Михайло Зубрицький і формування греко-католицького духовенства ХІХ ст., Франк Сисин[12]
- Ісусова молитва: Вступ до класичної форми східнохристиянської медитації, Шон Ґолдман
- Що таке східне католицьке богослов'я ? Браян Батчер [13]
- Апокатастазис і ангелологія у Сергія Булгакова, Ліам Фаррер
- Новоканонізовані та новообявлені святі Київської Церкви: Огляд, д-р Александер Роман[14]
- Робота мого життя, Віктор Маларек[15]
- Презентація книги «Архітектоніка надії», Кайл Ґінґеріх Гіберт
- Презентація книги Літургійне богослов'я за Шмеманом Браяна Батчера

## Наукові публікації
Каталог Інституту Шептицького налічує понад 115 книг науковців, опублікованих англійською, українською, французькою, німецькою та грецькою  мовами. Серед них:
- - The Metropolitan Andrey Sheptytsky Institute of Eastern Christian Studies: Serving for the Future, Leading with Tradition, Peter Galadza, Editor (2014)
  - Archbishop Andrei Sheptytsky and the Ukrainian Jewish Bond, Peter Galadza, Editor (2014)
  - Unité en Division: Lettres de Lev Gillet à Andrei Cheptytsky 1921–29 un moine de l'église d'orient, Peter Galadza (2009)
  - Eastern Christians in the New World: An Historical and Canonical Study of the Ukrainian Catholic Church in Canada, David Motiuk (2005)
  - The Divine Liturgy: An Anthology for Worship, Rev. Peter Galadza, Editor-in-Chief; Joseph Roll, Associate Editor; J. Michael Thompson, Associate Editor; Rt. Rev. Roman Galadza; Rev. John Sianchuk, CSSR (2004)
  - The Theology and Liturgical Work of Andrei Sheptytsky (1865–1944), Peter Galadza (2004), co-published with the Rome Pontifical Oriental Institute
  - Christian Social Ethics in Ukraine – the Legacy of Andrei Sheptytsky, Andrii Krawchuk (1997), co-published with the Canadian Institute of Ukrainian Studies Press
  - Following the Star from the East: Essays in Honor of Archimandrite Boniface Luykx[en], Andriy Chirovsky, Editor (1992)
  - Pray for God’s Wisdom: The Mystical Sophiology of Metropolitan Andrey Sheptytsky, Andriy Chirovsky (1992)

Інститут також видає журнал LOGOS: A Journal of Eastern Christian Studies, який є єдиним канадським подвійно сліпим рецензованим журналом у цій галузі. LOGOS — це тримовний (англійська, французька, українська) богословський огляд, який зосереджується на східнохристиянських дослідженнях, наголошуючи як на православних, так і на католицьких Східних Церквах з особливим, але не винятковим інтересом до Київської Церкви.
Інші матеріали, опубліковані Інститутом Шептицького, включають DVD та CD для навчання соборному співу та записи пленарних засідань Студійних днів. У 1992 році о. Андрій Чировський підготував 6-годинний DVD-курс про написання ікон у візантійському стилі традиційними методами/

## Міжнародні конференції та ЗМІ
Інститут організував конференцію «Декрет II Ватиканського Собору (Другий Ватиканський Собор) про Східні Католицькі Церкви, Orientalium ecclesiarum — п’ятдесят років потому», на якій виступили Браян Е. Дейлі, Джон Г. Еріксон, єпископ Ніколас Самра, Томас Берд, Роман Завійський, єпископ Давид Мотюк, Ярослав Скіра, Андрій Чировський, Петро Ґаладза та багато інших спікерів. Конференція проходила в Університеті Торонто (17–18 жовтня 2014 р.).
У листопаді 2014 року інститут організував семінар «Релігія в українській громадській площі: аналіз Євромайдану та його наслідків» із доповідями Кирила Говоруна, Ігоря Щупака, Джорджа Вайґеля, Віктора Остапчука та інших.
Серед запрошених лекторів і доповідачів в інституті були відомий грецький православний теолог д-р Кіріакі Карідоянес Фіцджеральд, Джеймс Пейтон, Майкл Джексон Боннер, Данило Ґаладза, монс. А. Роберт Нуска,  Ефраїм Раднер, Франк Сисин, Олександр Роман, о. Джеффрі Реді, Рональд Ґрейнер і Віктор Малярек. Предметні теми та лекції включали Рим і християни Персії ,  Літургію та візантинізацію в Єрусалимі ,  Новоканонізовані та нововідкриті святі Київської Церкви,  Церковний спів у Київських Церквах в добу митрополита Андрей Шептицький (1865-1944),  До православного підходу до історії християнської доктрини,  Сасанідська Персія  і літургійне богослов'я за Шмеманом : Православне читання Поля Рікьора.
У жовтні 2018 року Інститут організував панельну дискусію щодо суперечливого томосу про автокефалію, наданого Вселенським патріархатом Київській церкві у 2018 році
Викладачі давали інтерв’ю CNN,  Католицькому інформаційному агентству,   радіо «Воскресіння» (Україна), а також виступили на конференції «Українсько-російський конфлікт: релігійний вимір», спонсорованій Інститутом миру США, Інституту релігійної свободи та Університету Джорджа Вашингтона, неодноразово публікувались у тижневику "Новий шлях - Українські вісті".

## Керівники
- Андрій Чировський (1986–2002), директор-засновник
- Андрій Онуферко (2002–2006), в.о
- Стівен Войцеховскі (2007–2013),директор
- Олександр Лащук (2013–2014), тимчасовий директор
- Петро Ґаладза (2014–2017) в.о. директора, (2017–2020) директор
- Олександр Лащук (2020–дотепер), Тимчасовий виконавчий директор

## Зовнішні посилання
- Офіційний сайт Інституту Шептицького